# Tom Alweendo

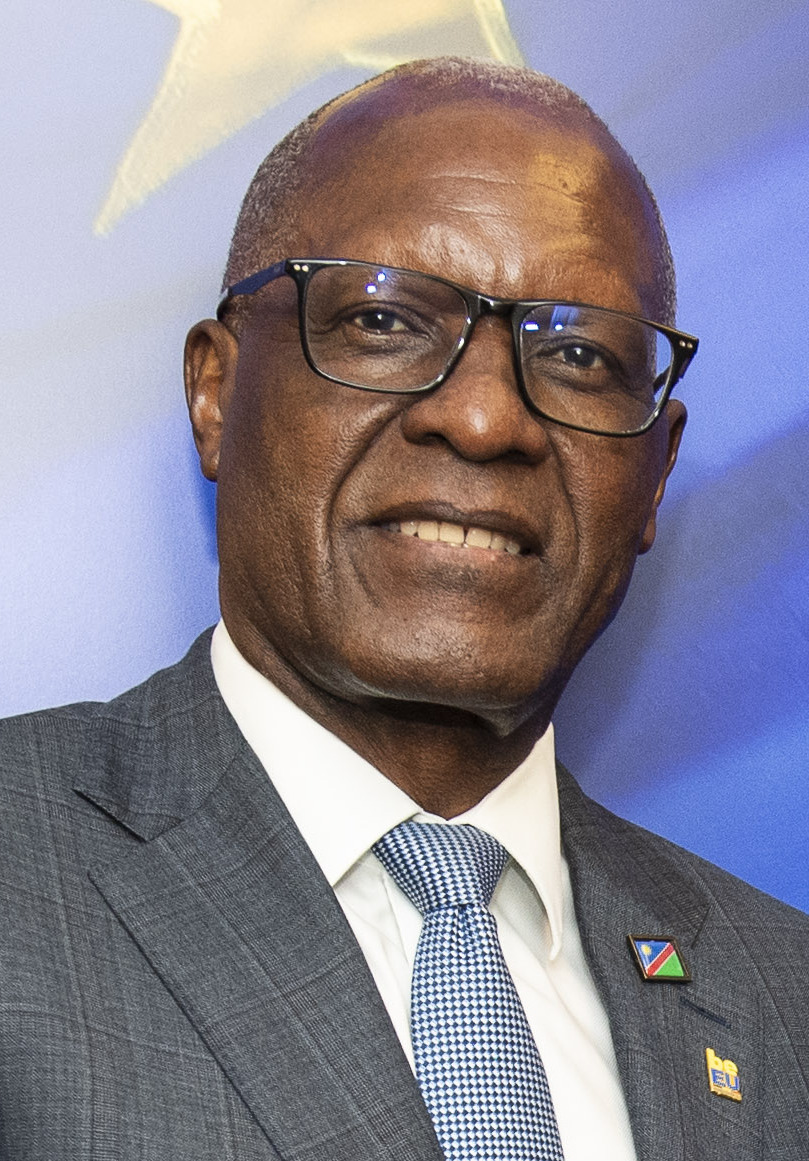
Tom Alweendo (2024)

Thomas „Tom“ Kavaningilamo Alweendo (* 17. März 1958 in Omusheshe, Südwestafrika) ist ein namibischer Politiker der SWAPO und ehemaliger Minister seines Landes
Vom 8. Februar 2018 bis zum 21. März 2025 war er im Ressort Bergbau und Energie tätig.
Alweendo war zuvor Gouverneur der Bank of Namibia und Geschäftsführer von Air Namibia. Er hält einen Bachelor-Abschluss der University of the Witwatersrand (Südafrika) sowie einen Master of Business Administration der Universität von Wales (Vereinigtes Königreich).